# Miguel Ángel Gómez Garro
Miguel Ángel Gómez Garro (ur. 24 lutego 1961 w Urretxu) – hiszpański niepełnosprawny sportowiec uprawiający boccię, mistrz paraolimpijski.
Gómez choruje na porażenie mózgowe.
Na igrzyskach paraolimpijskich wystąpił w 1996 roku. Startował w zawodach indywidualnych (kat. C1) i drużynowych (kat. C1-C2). W fazie grupowej w konkurencji indywidualnej wygrał trzy z pięciu pojedynków, zdobywając awans do ćwierćfinału. Pokonał w nim Norwega Rogera Aandalena, jednak w półfinale poniósł porażkę z Koreańczykiem Kim Hae-ryungiem. Przegrał także w meczu o brązowy medal z Amerykaninem Stevenem Thompsonem. W zawodach drużynowych zdobył złoty medal (w finale drużyna Hiszpanii pokonała reprezentantów Portugalii).